# Morgado de Mateus
Morgado de Mateus (dt.: ,Majoratsherr von Mateus‘) war ein portugiesischer Adelstitel. Seine Träger waren Majoratsherren, deren Majoratsgut aus dem Mateuspalast und der Ortschaft Mateus (Vila Real) im Norden Portugals bestand. In Portugal gehörten die Morgados zum niederen Adel. 

## Titelträger
Folgende Personen trugen den Titel:
1. Morgado de Mateus: António Álvares Coelho
2. Morgado de Mateus: Matias Álvares Botelho Mourão, Morgado da Prata (1669 bis nach 1730)
3. Morgado de Mateus: António José Botelho Mourão (1688–1746)
4. Morgado de Mateus: Luís António de Sousa Botelho Mourão (1722–1798) 
5. Morgado de Mateus: José Maria de Sousa Botelho Mourão e Vasconcelos (1758–1825)
6. Morgado de Mateus: José Luís de Sousa Botelho Mourão e Vasconcelos (1785–1855)
7. Morgado de Mateus: Fernando de Sousa Botelho Mourão e Vasconcelos (1815–1858)
8. und letzter Morgado de Mateus: José Luís de Sousa Botelho Mourão e Vasconcelos (1843–1923)